# Grikelân en Turkije
Grikelân en Turkije (taal: Fries) is een klein natuurgebied in de Nederlandse gemeente Tietjerksteradeel, gelegen ten noorden van het dorp Oenkerk achter-en naast buitenplaats Stania State. Het bestaat voornamelijk uit eikenbos, oorspronkelijk bestemd voor hakhout ten behoeve van bewoners van de omliggende buitenplaatsen. Samen met het nabijgelegen bosje Kaetsjemuoisbosk, ten oosten van Oenkerk gelegen, is het natuurgebied 17 hectare groot en in beheer bij het It Fryske Gea. Naast diverse wandelpaden bevat het terrein ruiter- en menpaden.
Er zijn toegangen bij de dorpen Oenkerk, Oudkerk, Roodkerk en Molenend. Tussen de bosstroken bevinden zich weilanden met daartussen boomsingels die het coulissenlandschap van de Trynwâlden typeren.

## Trivia
- Volgens overlevering zou de eigenaar met de opbrengst van Griekse en Turkse staatsobligaties de bossen hebben aangelegd.
- De wandelpaden in het gebied worden onderhouden door vrijwilligers van een lokale mountainbikevereniging.[1]
- In 2014 en 2015 werden op veel plaatsen in het gebied de bomen aan de bosrand gekapt waarna er dicht struikgewas voor in de plaats kwam om een voor kleine (zoog)dieren en vogels aantrekkelijke overgang te creëren.[2]

Aeltsjemar
· De Alde Feanen
· Bakkeveense Duinen
· Bancopolder
· Bekhofschaans
· Bjirmen
· Blauhúster Puollen
· Bocht fan Molkwar
· Botmar
· Bouwepet
· Buismans Einekoai
· Bûtenfjild
· Van Coehoornbosk
· Delleboersterheide
· Diakonieveen
· Dobbe Stienser Aldlân
· Dobben Hurdegarypsterwarren
· Dunegeaster- en Follegeasterpolder
· Dyksfearten
· Eanjumerkolken
· Easterskar
· Einekoai Piaam
· Einekoaien Lytse Geast
· De Fluezen
· Grikelân en Turkije
· Grutte Wielen
· Heide Hulstreed
· De Hon
· Huitebuersterbûtenpolder
· Joodse begraafplaats Tacozijl
· Joodse begraafplaats Noordwolde
· Kapellepôle
· Ketelermar
· Ketliker Skar
· Kobbelân
· Lendebos
· Lindevallei
· Liphústerheide
· Makkumersúdmar
· Makkumerwaarden
· Mandefjild
· Martenastate
· Meulebos
· Meulereed
· Mokkebank
· Mûntsebuorsterpolder
· Noard-Fryslân Bûtendyks
· 't Oerd
· Ottema Wiersma reservaat
· Park Huize Olterterp
· Park Jongemastate
· Peazemerlannen
· Petgatten De Feanhoop
· Polders Koarnwert
· Ringwiel
· Rysterbosk
· De Ryp
· Schaopedobbe
· Séfonsterpolder
· Sippen-finnen
· Skiedingsboskje
· Slachtedyk
· Steile Bank
· Stokersdobbe
· Sudermarpolder
· Syp Set
· Taconisbosk
· Tsjongerwâlen
· Teroelster Sipen
· Unlân fan Jelsma
· Van Asperen einekoaien
· Warkumermar
· Warkumerwaard
· 't West
· Wilhelmina-oard
· Ychtenerfeanpolder
1. ↑  Mountainbikers vegen bos schoon, Leeuwarder Courant, 18 januari 2014. Gearchiveerd op 22 januari 2021.
2. ↑  NIEUWE BOSRANDEN ZORGEN VOOR NIEUW LEVEN IN GRIKELÂN EN TURKIJE, It Fryske gea, Geraadpleegd op 16 juni 2022. Gearchiveerd op 20 mei 2022.